# C9H19NO
化学式C9H19NO（摩尔质量：157.25 g/mol）可以指以下化合物：
- 1-羟基-2,2,6,6-四甲基哌啶，CAS号：7031-93-8
- 壬酰胺（西班牙语：Nonanamida），CAS号：1120-07-6

|  | 这个同类索引页列出了具有相同分子式的化学物（即同分異構體）条目。 除非您是有意链接至本页，否则应将相应条目的内部链接指向正确的条目。 |